# Odontadenia
Odontadenia é um género botânico pertencente à família Apocynaceae.